# Бразильське вощення

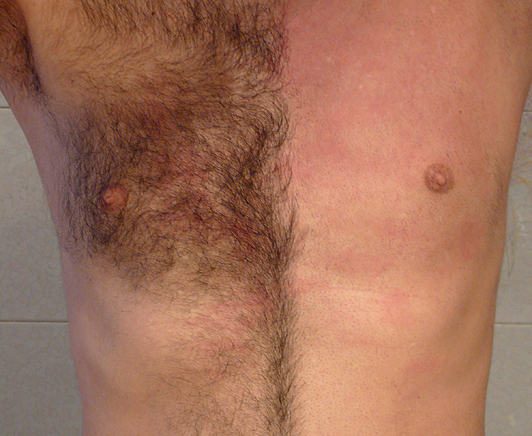
Чоловічі груди до та після бразильського вощення

Бразильське вощення (бразильська епіляція) — видалення волосся з допомогою гарячого воску, зокрема, в області паху, промежини та сідниць, пахв, ніг, рук, грудей, спини тощо. Використовується як жінками, так і чоловіками.
Найпоширенішими серед жінок є два варіанти бразильського вощення лобкового волосся:
- зі стрічкою — коли над вульвою лишається тонка стрічка волосся;
- повне — волосся видаляється повністю.
- Окремим видом є бразильський метелик, при якому залишаються дві стрічки з обох сторін промежини.